# María Luisa Chicote
María Luisa Martí Menasalvas (Barcelona, 12 de agosto de 1920 – Madrid, 22 de septiembre de 1989), que utilizó los seudónimos de María Luisa Chicote y Marisa Chicote, fue una poeta española, perteneciente entre otros grupos literarios a Versos con Faldas y Alforjas para la Poesía.

## Trayectoria
Nació en Barcelona, pero siempre se consideró manchega, a donde se había trasladado desde muy joven con su familia. Cursó el bachillerato superior en el Instituto de Ciudad Real y, a finales de la década de los 40, se trasladó a Madrid. Quizá por la utilización de seudónimo, o por haber llevado una vida discreta, se tienen pocos datos sobre ella. En 1971, envió un breve currículum para la edición de Poesía femenina española (1950-1960), realizada por Carmen Conde.
Según ese currículum, Chicote habría empezado a escribir en 1960, pero se tiene constancia de que al poco de llegar a Madrid se dio a conocer en los círculos y tertulias poéticas del momento: Círculo Cultural Medina, Alforjas para la Poesía y sobre todo en Versos con Faldas. Con las integrantes de este grupo mantuvo siempre una buena relación, participando con ellas en distintos actos poéticos.
Durante los años 60, publicó de forma constante en revistas como El Molino de Papel, Punta Europa, Lanza y La Estafeta Literaria. En 1965, apareció autoeditado Jirones, con prólogo de Emilio Miró, que recoge una selección de los versos escritos hasta entonces. En esos versos, se constata también que había empezado a escribir muy joven. A este poemario siguieron otros. En la siguiente década, sus poemas seguían apareciendo en las publicaciones poéticas del diario ABC.
Se casó con José Chicote Conde, del que tomó el apellido para sus seudónimos, y tuvo dos hijas María Gracia Greta y Paloma. Falleció en Madrid el 22 de septiembre de 1989 y dejó preparado un libro titulado Cardencha, una trilogía, que fue publicada en forma parcial póstumamente.

### Con Vietnam
La poesía de Chicote es de marcada índole social, aunque según algunos críticos se desenvolvía mejor en el terreno amoroso. En 1968, Angelina Gatell preparaba una antología sobre la guerra del Vietnam, titulada Con Vietnam, que por prohibición gubernativa no llegaría a publicarse hasta muchos años después, en 2016. Chicote envió un poema para esta antología, Yo pecador, aunque iba acompañado de una carta donde manifestaba sus dudas acerca de si sería publicable, ya que era todo un panegírico sobre los soldados vietnamitas:
Diminutos gigantes de marfil escarlata 
que sabéis de la pólvora sobre el llanto y el beso.
Guerrilleros del sol.
Hijos de la mañana
que os sembráis generosos
abonados con sangre.
Frente a la lucha desigual del pueblo vietnamita, la poeta se avergüenza de la comodidad y pasividad de la sociedad española ante las noticias que llegan de ese país, y entona un auténtico mea culpa.

## Obra
- 1965 – Jirones, con prólogo de Emilio Miró.
- 1970 – Esquina doblada.
- 1991 – Testimonio para el olvido. Libro póstumo prologado por Emilio Miró.
- 1994 – Imágenes y sueños. Libro póstumo.

Sus poemas han sido incluidos igualmente en las siguientes antologías:
- 1966 – Antología de Poesía Española 1964-1965 de Luis Jiménez Martos.
- 1971 – Poesía Femenina Española (1950-1960) de Carmen Conde.